# Burning Zone : Menace imminente
Burning Zone : Menace imminente (The Burning Zone) est une série télévisée américaine en 19 épisodes de 45 minutes, créée par Coleman Luck et diffusée entre le 3 septembre 1996 et le 20 mai 1997. La série était une commande de la chaîne UPN qui la diffusait sur son réseau.
En France, la série a été diffusée à partir du 21 juin 1997 sur M6 puis rediffusée sur 13ème rue et Sci Fi.
La série n'a jamais été éditée en DVD, Blu-ray ou proposée sur des plateformes de streaming.

## Synopsis
La série met en scène une équipe de trois médecins et virologues et un ancien agent de la CIA dont la tâche est de prévenir toute épidémie ou attaque bactériologique pour le compte du gouvernement américain.
Au cours de leurs investigations, ils seront confrontés à toutes sortes de virus et maladies aux origines diverses : parfois naturelle, souvent humaine et même extraterrestre.
Mais ils se retrouveront aussi face aux sombres complots et machinations de la mystérieuse organisation The Dawn.

## Personnages
Le docteur Daniel Cassian est l'un des médecins les plus influents des États-Unis et a été nommé à la tête du Office of Biocrisis Management. Sa mission est de combattre les épidémies, qu'elles soient naturelles ou d'origine criminelle. Ses fonctions l'amènent à être courant de nombreuses informations sensibles et de secrets inquiétants.
Virologue mondialement réputé, le docteur Edward Marcase vécut de nombreuses années au Zaïre lorsqu'il était enfant avant que sa famille ne soit décimée par le virus Ebola. S'il réchappa miraculeusement au virus, il possède depuis lors un penchant très marqué pour la métaphysique.
Le docteur Kimerly Shiroma est une spécialiste du génie moléculaire dont le fiancé succomba au virus Ebola alors qu'il était affecté en Afrique pour combattre le virus aux côtés du docteur Edward Marcase. Extrêmement compétente, elle est un atout majeur dans la lutte contre les risques biologiques.
La protection de l'équipe est assurée par Michael Hailey qui servit d'abord dans les SEALs avant de rejoindre les rangs de la CIA.

## Distribution
- Michael Harris (VF : Julien Thomast) : Dr Daniel Cassian
- James Black (en) (VF : Jean-Jacques Nervest) : l'agent Michael Hailey
- Jeffrey Dean Morgan (VF : Pierre Tessier) : Dr Edward Marcase
- Tamlyn Tomita (VF : Nathalie Regnier) : Dr Kimberly Shiroma
- Bradford Tatum (VF : Stefan Godin) : Dr Brian Taft

## Épisodes

### Saison 1

#### 1.L'Ange de la mort(Pilot)
Au Costa Rica, trois scientifiques meurent après avoir été exposés au virus qui hibernait dans une momie. Le directeur d'une organisation gouvernementale charge une équipe d'experts en virologie de découvrir les modes de transmission de ce virus inconnu. Cette équipe va notamment réunir les docteurs Kimberly Shiroma et Edward Marcase.

#### 2.La Tour du silence(The Silent Tower)
Le docteur Daniel Cassian vient d'être nommé à la tête de la cellule de crise qui est également rejointe par l'agent spécial Michael Hailey, chargé de la sécurité. Edward Marcase et son équipe se voient chargés d'enquêter sur un taux anormalement élevé de suicides ayant eu lieu récemment dans un immeuble en construction à Chicago.

#### 3.Le Cauchemar de la Saint-Michel(St. Michael's Nightmare)
L'équipe de biologistes se rend à Philadelphie pour découvrir les raisons des violences et des morts qui surviennent durant le festival de Saint-Michel. Leur attention est rapidement attirée par un curieux vendeur ambulant qui propose un médicament de sa fabrication et qui pourrait être lié aux événements en cours. 

#### 4.Traitement fatal(Arms of Fire)
Lorsque les étudiants d'un collège commencent à brûler spontanément, l'équipe de biologistes de Cassian trouve des indices mettant en cause une compagnie pharmaceutique peu scrupuleuse.

#### 5.Vol au bout de l'enfer(Night Flight)
Après une mission à l'étranger, Marcase, Shiroma et Hailey  quittent l'île de Macupali pour les États-Unis. Dans l'avion, un homme est atteint d'un virus mortel et contagieux. Alors que le virus se répand, la situation menace de devenir incontrôlable.

#### 6.À la recherche d'une autre dimension(Lethal Injection)
Grâce à une enveloppe donnée par un ami de Cassian, l'équipe apprend que le gouvernement mène d'étranges expériences sur les corps de détenus.

#### 7.Retour des ténèbres(Touch of the Dead)
Cassian est infecté par un virus mortel et, en cherchant un antidote, son équipe découvre une conspiration gouvernementale.

#### 8.Le Temple du serpent(Hall of the Serpent)
La nièce de Cassian est sous l'emprise d'un gourou qui prétend être capable de guérir le cancer. L'équipe, sous couverture, part la secourir à Mexico.

#### 9. Alerte à la malaria(Blood Covenant)
Un ancien savant du gouvernement menace d'infecter une ville entière avec la malaria.

#### 10.L'Assassin de la pleine lune(Faces in the Night)
Le Docteur Shiroma est kidnappée par un tueur en série qui tue ses victimes durant la pleine lune, et l'équipe doit découvrir l’identité du tueur avant qu'elle ne devienne la prochaine victime.

#### 11.Les Yeux d'Odin(Midnight of the Carrier)
L'équipe du Docteur Cassian est amenée à prendre en charge un vieil homme qui a été victime d'une expérience nazie durant la Seconde Guerre mondiale.

#### 12.La Météorite(Critical MassaliasMeteor)
L'équipe de Cassian enquête sur un syndrome mystérieux venu sur terre par un météorite tombé dans la ville de Los Angeles, causant des tumeurs fatales et des démences mortelles chez ceux qui s'y exposent.

#### 13.La Deuxième Chance(Death Song)
Hailey et Cassian enquêtent sur des morts abominables dans lesquelles les os sont brusquement mis en pièces, et Hailey tombe amoureux d'une chanteuse qui présente les mêmes symptômes.

#### 14.Le Dernier Été(The Last Endless Summer)
Les surfeurs du sud de Californie meurent d'une fatale mais indétectable maladie, et l'équipe de Cassian est appelée pour en découvrir la source.

#### 15.La Ballerine(The Last Five Pounds Are the Hardest)
Une drogue amaigrissante semble être la source d'une maladie mortelle et l'équipe de Cassian découvre des plans de manipulations pendant qu'ils cherchent la cause de la maladie.

#### 16.Élégie d’un rêve(Elegy for a Dream)
Des tatouages contaminés causent le déclenchement d'une bactérie, et le neveu de Taft, star de football, est une des victimes.

#### 17.Les Appâts(A Secret in the Neighborhood)
Un groupe de séparatistes et de fanatiques de l'armée américaine cherche à tout prix à récupérer une arme chimique achetée au Koweït.

#### 18.Les Perles noires(Wildfire)
Des perles teintées venues du Sud Pacifique causent une épidémie de choléra à Détroit, et l'équipe de Cassian doit développer un remède avant que la maladie ne gagne tout le pays.

#### 19.L'Évasion(On Wings of Angels)
Un évadé de la prison de Californie est exposé à l'expérimentation d'une drogue mortelle.

## Accueil
La série ne connaîtra qu'une seule saison et sera par la suite abandonnée par la chaîne productrice. Face aux faibles audiences, la série est remaniée dès la mi-saison : le personnage du docteur Kimberly Shiroma (Tamlyn Tomita) disparaît, et laisse sa place au docteur Brian Taft (Bradford Tatum). Le docteur Danial Cassian (Michael Harris) devient le nouveau personnage central. Le thème de la série est également réorienté. Alors que les intrigues étaient surtout axées autour de problèmes surnaturels ou mystiques, la seconde moitié de la saison est beaucoup plus orientée sur l'action. Ces importants changements s'avèreront toutefois contre-productifs, le critique John Kenneth Muir parlant même de massacre en coulisses ("a behind-the-scenes massacre")  tandis que les écrivains de science-fiction Roger Fulton et John Gregory Betancourt diront que la série avait subi tellement de changements en si peu de temps qu'aucun téléspectateur qui avait vu le premier épisode ne reconnaîtrait pas la série en regardant le dernier épisode ("so many transformations in its brief 19-episode run that no viewer who saw the first show would recognize the last").
La série ne fut pas un succès commercial et, selon certains, son plus grand tort fut de sortir presque en même temps que X-Files : Aux frontières du réel avec laquelle elle ne tint pas la comparaison. Moins sensationnaliste, mais également dotée d'un budget nettement moindre (ce qui se ressent notamment sur les décors de la série), elle disparut rapidement des écrans, sans jamais avoir atteint les chiffres d'audiences espérés. La série souffrit également de l'orientation "mystique" et "surnaturelle" de ses scénarios, ce qui divisa les spectateurs et les critiques.
Toutefois, la série entretiendra une base de fans assez solide, de nombreux sites de fans existant toujours avec notamment bon nombre de fan fictions.